# عدنان فواز
عدنان فواز الشرعة (ولد في 30 أكتوبر 1999 في البحرين) لاعب كرة قدم بحريني يجيد اللعب في مركز الجناح الأيمن وبدرجة أقل الظهير الأيمن. يلعب حاليا لصالح الرفاع الذي ينافس في الدوري البحريني الممتاز منذ 2017.